# Vimiške gore
Vimiške gore  (nemško Wimitzer Berge) so del Krških Alp, ki ga obdajajo reki Krka in Glina. Dolina Vimica (Vimiška dolina) deli Vimiške gore na dva vzporedna gorska grebena: greben Zammelsberger na severu in greben Schneebauer (imenovan tudi gorovje Sörger) na jugu. Najvišji vrhovi so Schneebauerberg (1338 m n.m.) in Hocheck na smučišču Simonov vrh (tudi 1338 m n.m.). 

## Slike
- Pogled z jugovzhoda na Vimiške gore
- Lorenziberg
- Vimiška dolina
- Veitsberg